# Дибровка (Барановский район)
Ди́бровка (укр. Дібрівка) — село на Украине, основано в 1862 году, находится в Барановском районе Житомирской области.
Код КОАТУУ — 1820655701. Население по переписи 2001 года составляет 231 человек. Почтовый индекс — 12720. Телефонный код — 4144. Занимает площадь 10,842 км².

## История
В 1946 году указом ПВС УССР село Дерманка переименовано в Дибровку.

## Адрес местного совета
12720, Житомирская область, Барановский р-н, пгт. Каменный Брод, ул. Ленина, 22